# Convento de los Capuchinos (Sortino)
El Convento de los Capuchinos, con la iglesia anexa, es un complejo religioso situado en Sortino en la  provincia de Siracusa, Italia. 

## Historia
La fundación del convento resale al 1556. Casi totalmente destruido por el terremoto del 1693, fue reconstruido, ampliado y terminado en el 1748, gracias a la contribución de los fieles y de la familia noble de los Gaetani, Príncipes de Cassaro y Marqueses de Sortino. A partir del 1764 el convento fue sede del noviziado.
Con la supresión de las órdenes religiosas (1866), toda la estructura conventual (convento, iglesia y bosque) se convirtieron en propiedad del Estado. El complejo fue adquirido nuevamente por los frailes en el 1879, gracias a la obra del capuchino sortinés P. Eugenio Scamporlino (Ministro Provincial del tiempo) y fue sede del único noviciado de Sicilia, hospedando también a novicios provenientes de Nápoles, Bari y Malta. Entre los novicios, aquí vivió y murió el siervo de Dios fray José  María de Palermo, de quien actualmente está en curso el proceso de beatificación y canonización.
El convento en la década de los 60 fue sede de los estudios teológicos interprovinciales y en los años 90, del post-noviciado interprovincial.

## Descripción

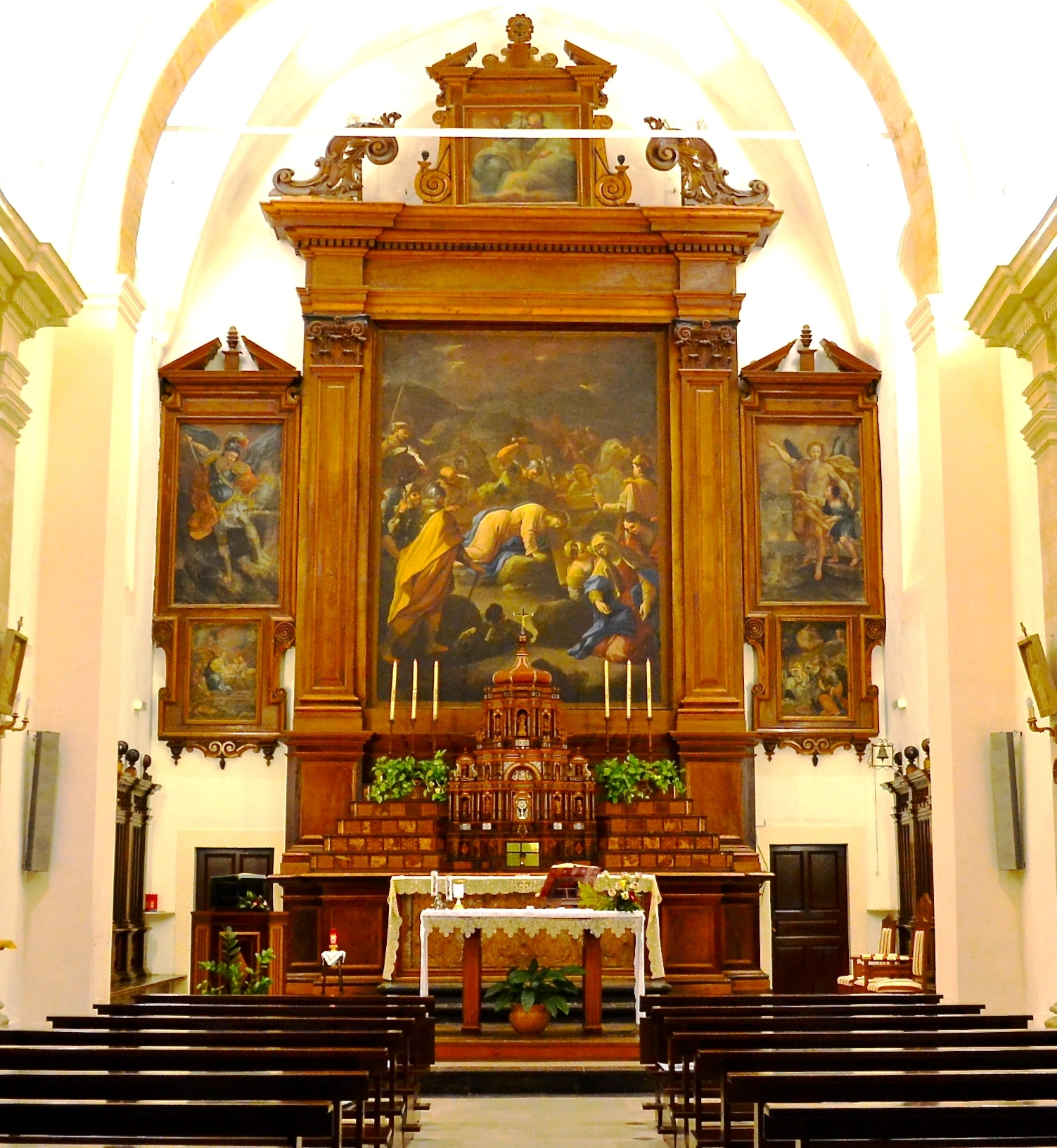
Iglesia de los Capuchinos

De la arquitectura sobria y poco ostentosa, según los cánones de la simplicidad franciscana, el convento se articula en torno a un amplio  claustro. La iglesia, con una única nave y con dos capillas laterales, dedicadas a la Virgen Dolorosa, en su interior conserva una obra de arte de relevante valor: la custodia en madera realizada por el capuchino fray Angelo Gagliano de Mazzarino (1743 - 1809). La obra fue construida durante 18 años de trabajo y está constituida por paneles individuales, realizados en madera de albaricoque, rosa, higos chumbos y particulares en marfil y madreperla. En la parte inferior un precioso panel decorativo, en cuero martillado, que adorna el altar.
El retablo mayor, resale al siglo XVIII, de autor desconocido, representa a Jesús cargando con la cruz y el encuentro con la Madre. A ambos lados, los cuadros de los arcángeles Miguel y Rafael, bajo los cuales se encuentran otros dos lienzos, más pequeños, que representan la Natividad de Jesús y la Natividad de Juan Bautista (de autor desconocido, datados del siglo XVIII). Todo con un marco de madera, obra de los frailes ebanistas del siglo XVIII.

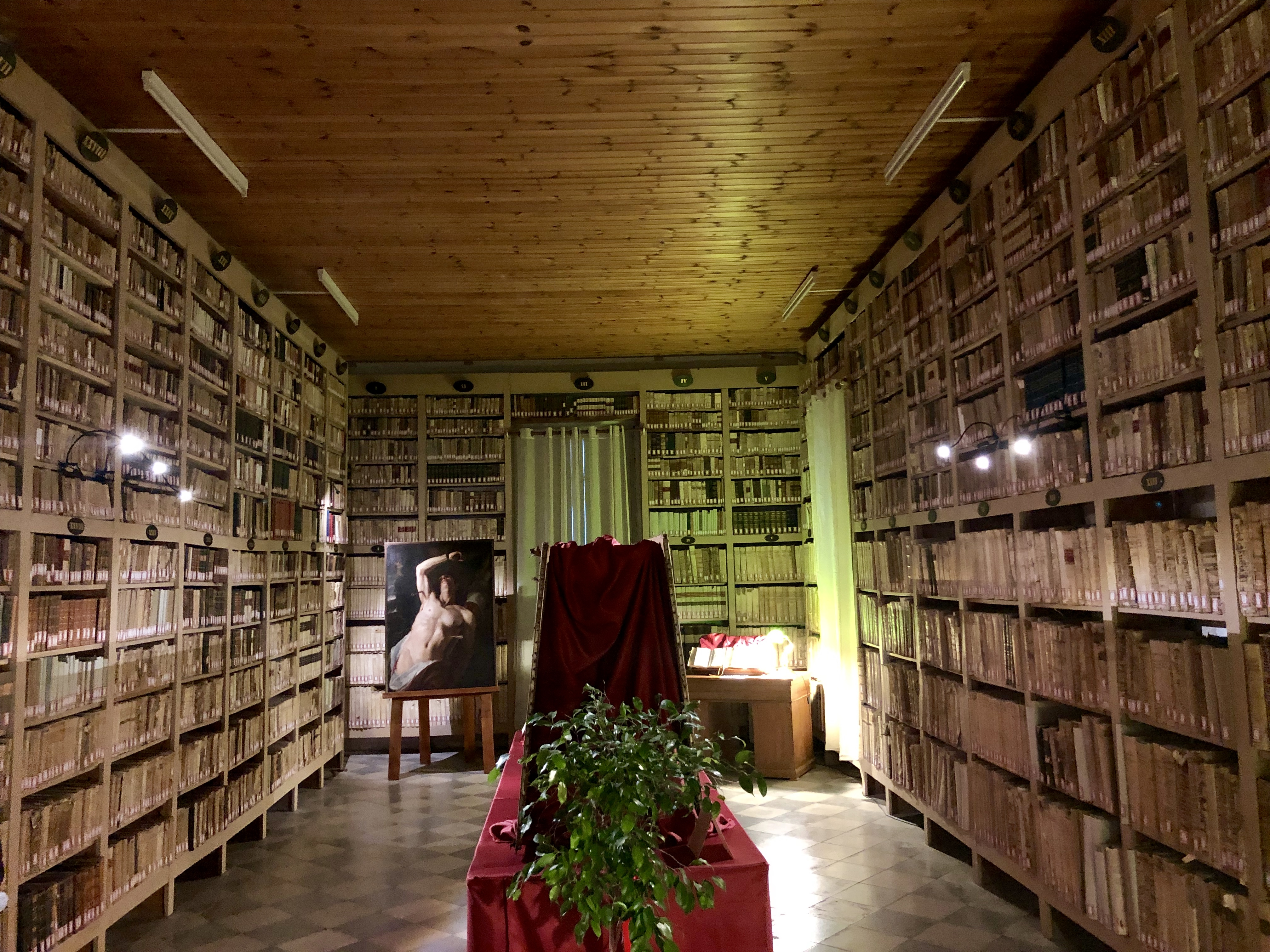
Biblioteca de los Capuchinos

Entre las obras de arte, que se conservan en el convento de Sortino, merecen especial mención: la estatua en mármol de San Antonio de Padua, de estilo gaginesco, datada en el 1527 y un lienzo que representa el Martirio de San Sebastián (siglo XVII), de la escuela de Caravaggio.
El convento posee, además, una preciosa biblioteca que cuenta con 14.630 volúmenes. Entre los volúmenes más antiguos se encuentran: 20 preciosos manuscritos, algunos incunables, 196 cinquecentina y miles de textos del siglo XVII, XVIII y XIX.